# O. J. Howard
(en) Statistiques sur pro-football-reference
O'Terrius Jabari ''O. J.'' Howard, né le 19 novembre 1994 à Prattville en Alabama, est un joueur de football américain évoluant au poste de tight end en National Football League (NFL). 

## Biographie

### Carrière universitaire
Étudiant à l'université de l'Alabama, il passe quatre saisons universitaires à jouer pour les Crimson Tide de l'Alabama. Il est élu en 2016 MVP offensif, lors de la victoire d'Alabama contre l'université de Clemson, en finale du championnat universitaire (College Football Championship Game),. 

### Carrière professionnelle
Il est sélectionné par les Buccaneers de Tampa Bay, au dix-neuvième rang, lors de la draft 2017 de la NFL.

## Statistiques
| Année | Équipe     | MJ |     | Passes réceptionnées | Passes réceptionnées | Passes réceptionnées | Passes réceptionnées |       | Courses | Courses | Courses | Courses |
| Année | Équipe     | MJ | Nb. | Yards                | Moy.                 | TD                   | Nb.                  | Yards | Moy.    | TD      |         |         |
| 2017  | Buccaneers | 14 | 26  | 432                  | 16,6                 | 6                    | 0                    | 0     | 0       | 0       |         |         |
| 2018  | Buccaneers | 10 | 48  | 565                  | 16,6                 | 5                    | 0                    | 0     | 0       | 0       |         |         |
| 2019  | Buccaneers | 14 | 34  | 459                  | 13,5                 | 1                    | 0                    | 0     | 0       | 0       |         |         |
| 2020  | Buccaneers | 4  | 11  | 146                  | 13,3                 | 2                    | 0                    | 0     | 0       | 0       |         |         |